# Sankissa
Sankissa ou Sankassa est une ancienne cité située dans l'Uttar Pradesh en Inde.

## Descente du Bouddha
Sankassa est le lieu, où, selon les commentaires du Tipitaka, le Buddha redescendit sur terre après avoir prêché le Abhidhamma Pitaka dans le paradis du Tavatimsa. Cet événement succède à la réalisation des Deux miracles sous l'arbre Gandamba.

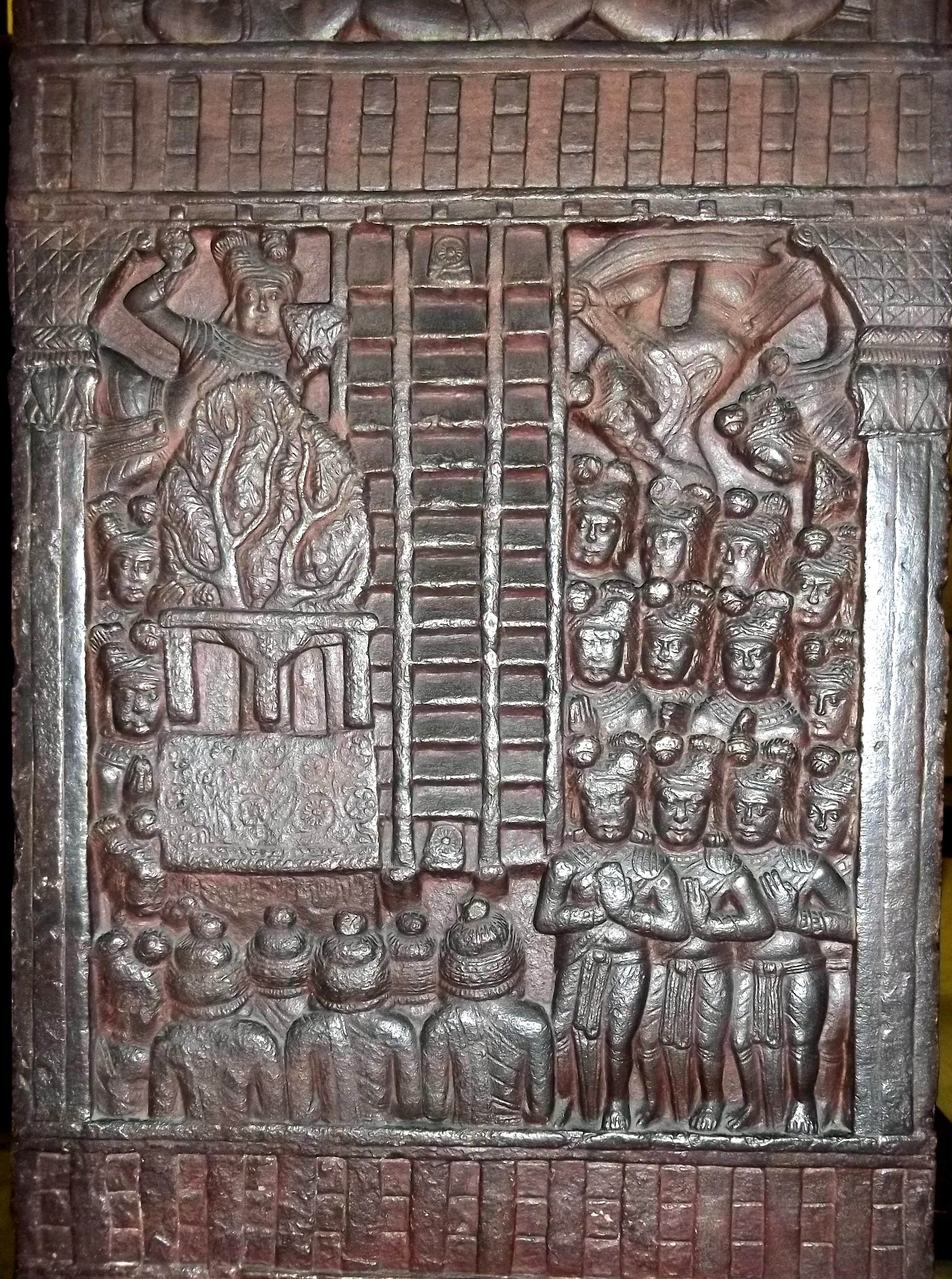
Descente du Bouddha à Sankissa (Bharhut, IIe siècle av. J.-C.).
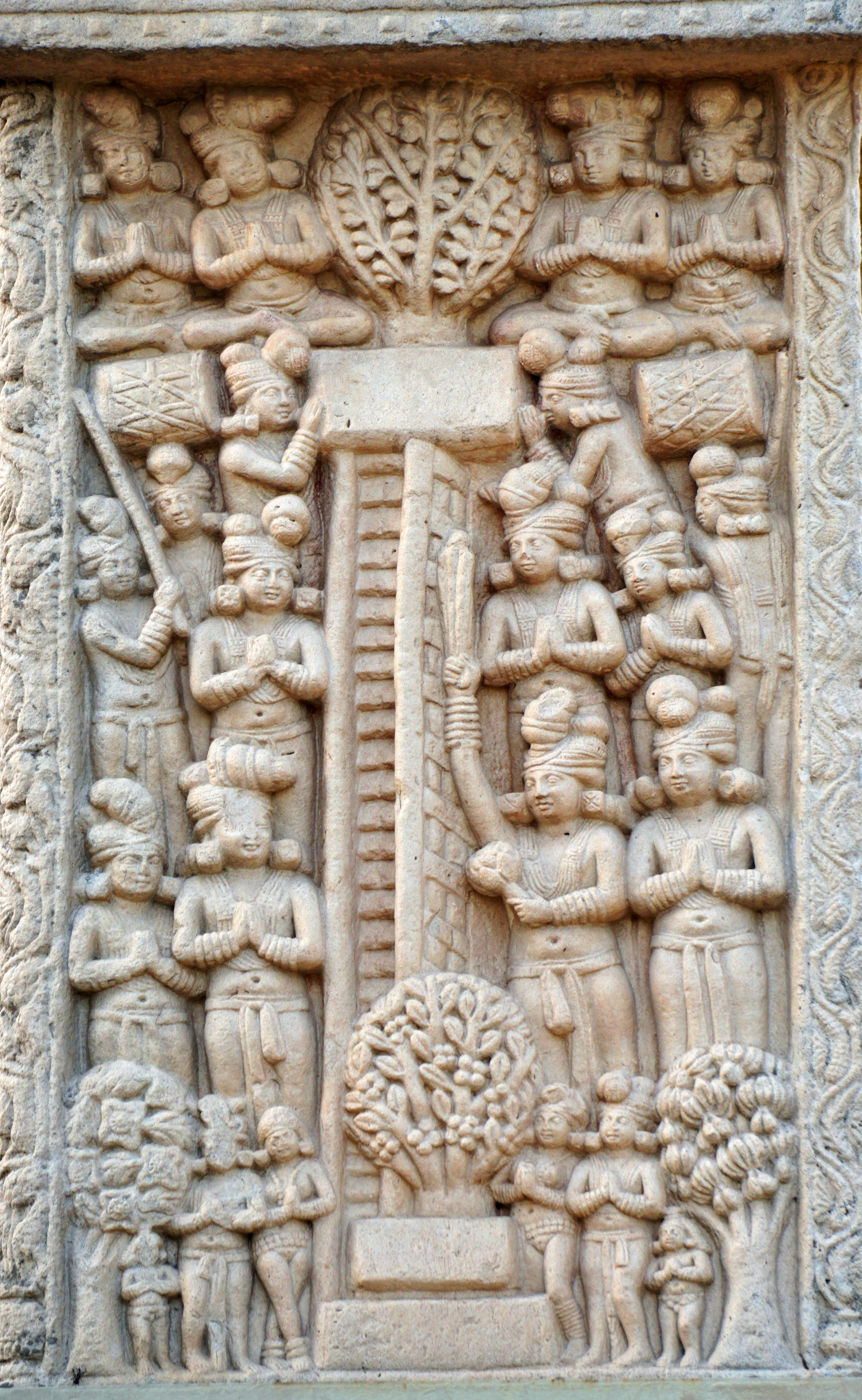
Descente du Bouddha à Sankissa (Sanchi, Ier siècle)[1].
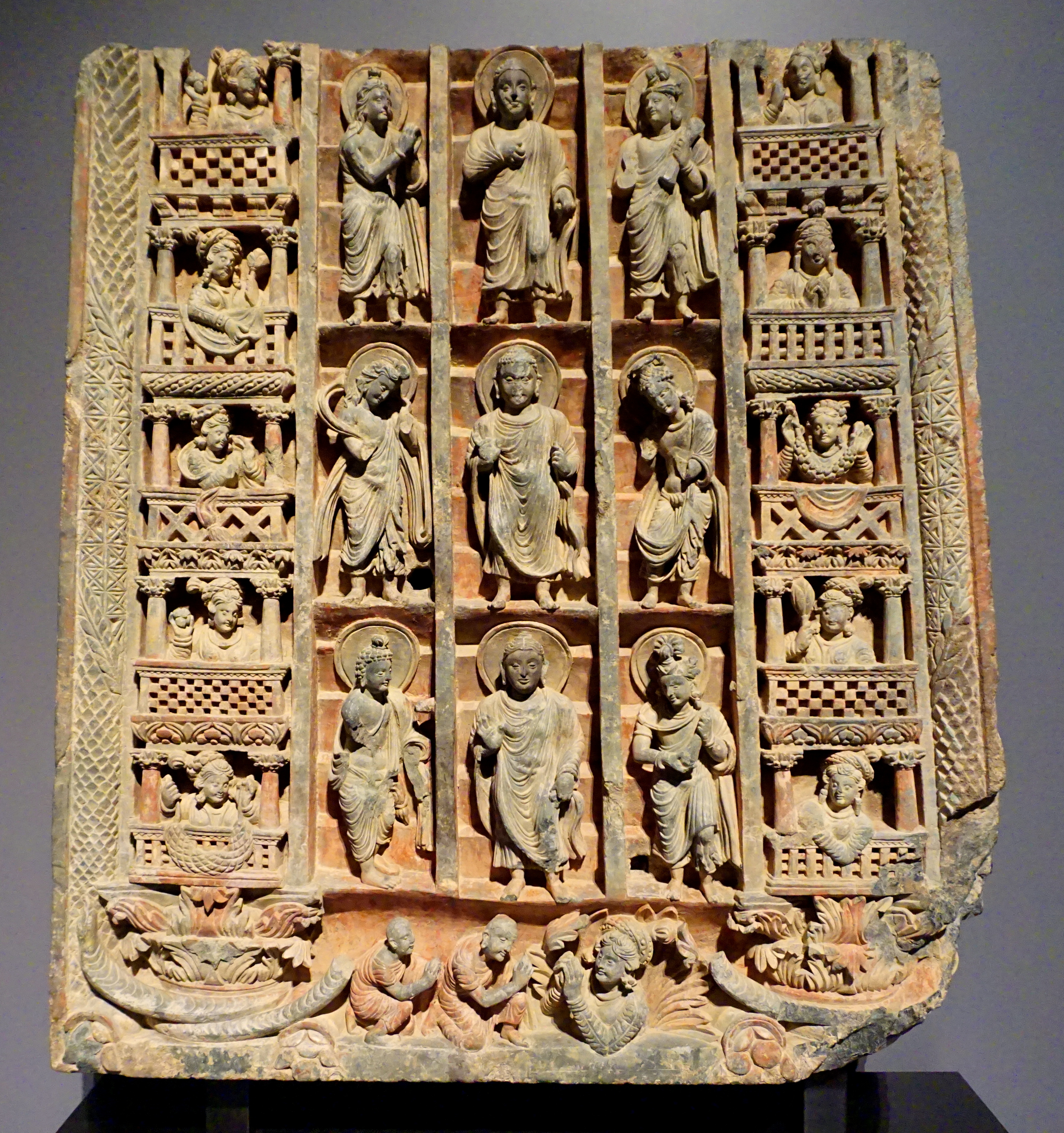
Dans l'art gréco-bouddhique (Gandhara, IIe siècle.
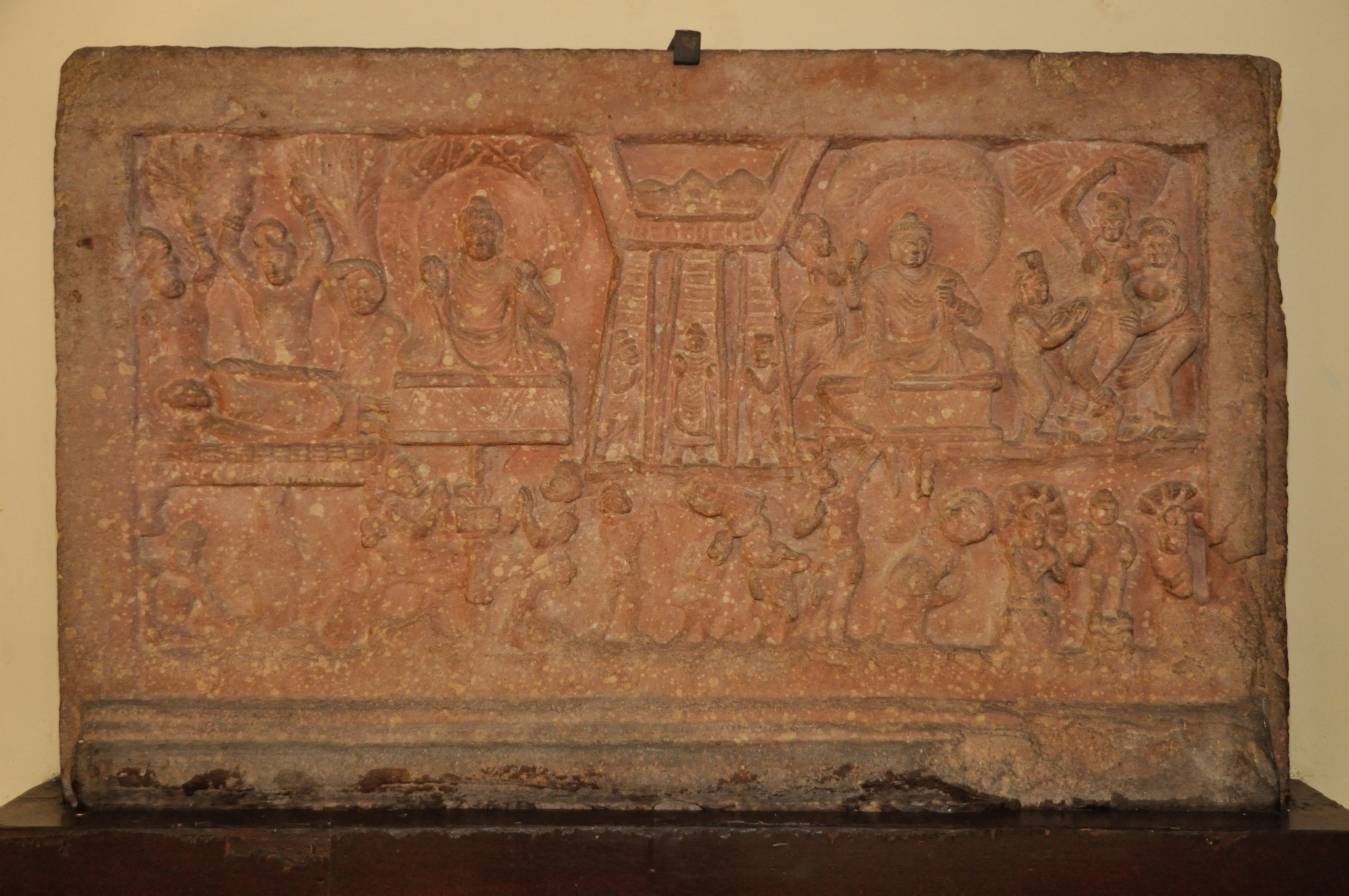
Dans l'art de Mathura, IIe siècle.

## Chapiteau

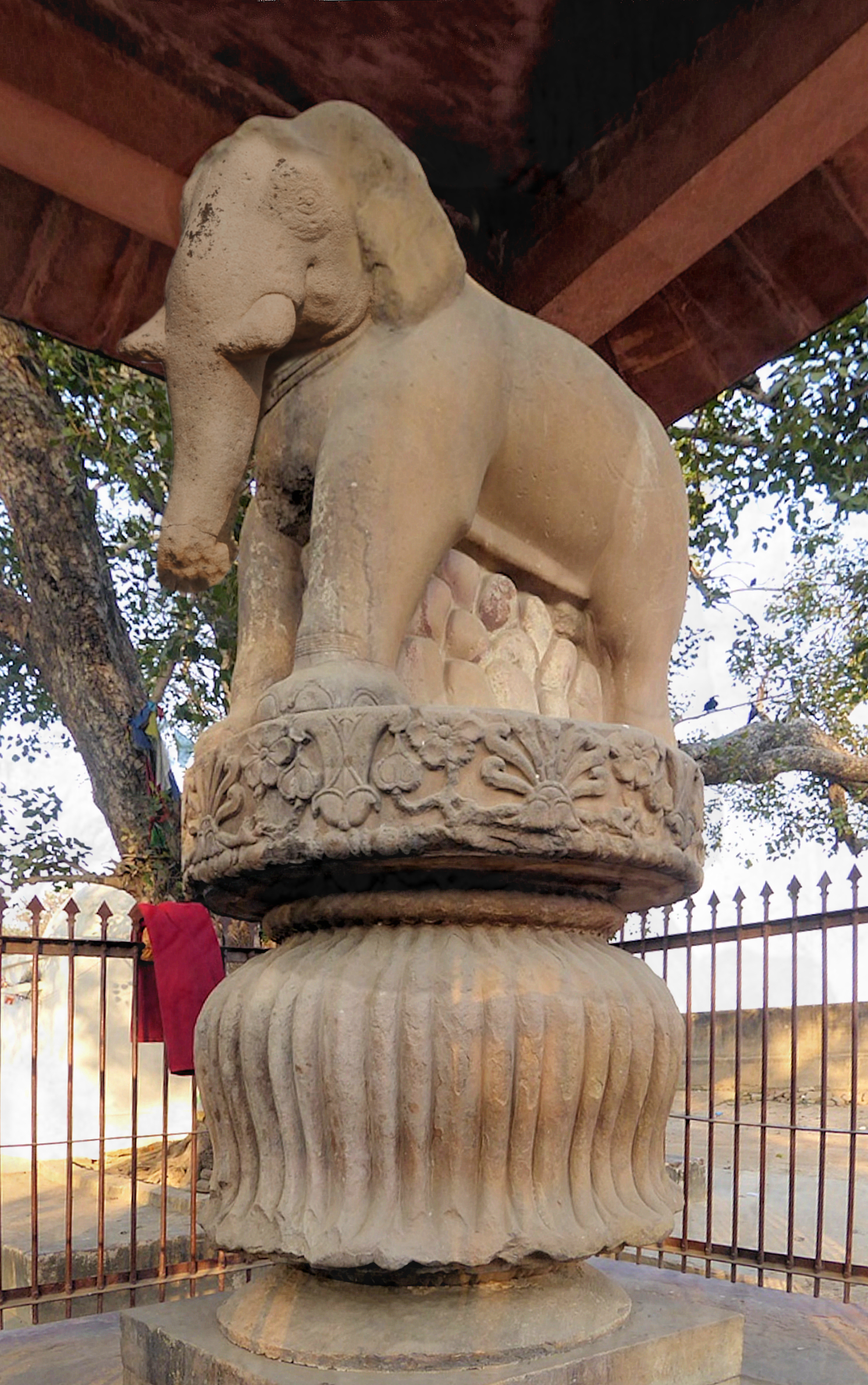
Le chapiteau représentait un éléphant, mais sa face et sa trompe sont manquants (illustration).

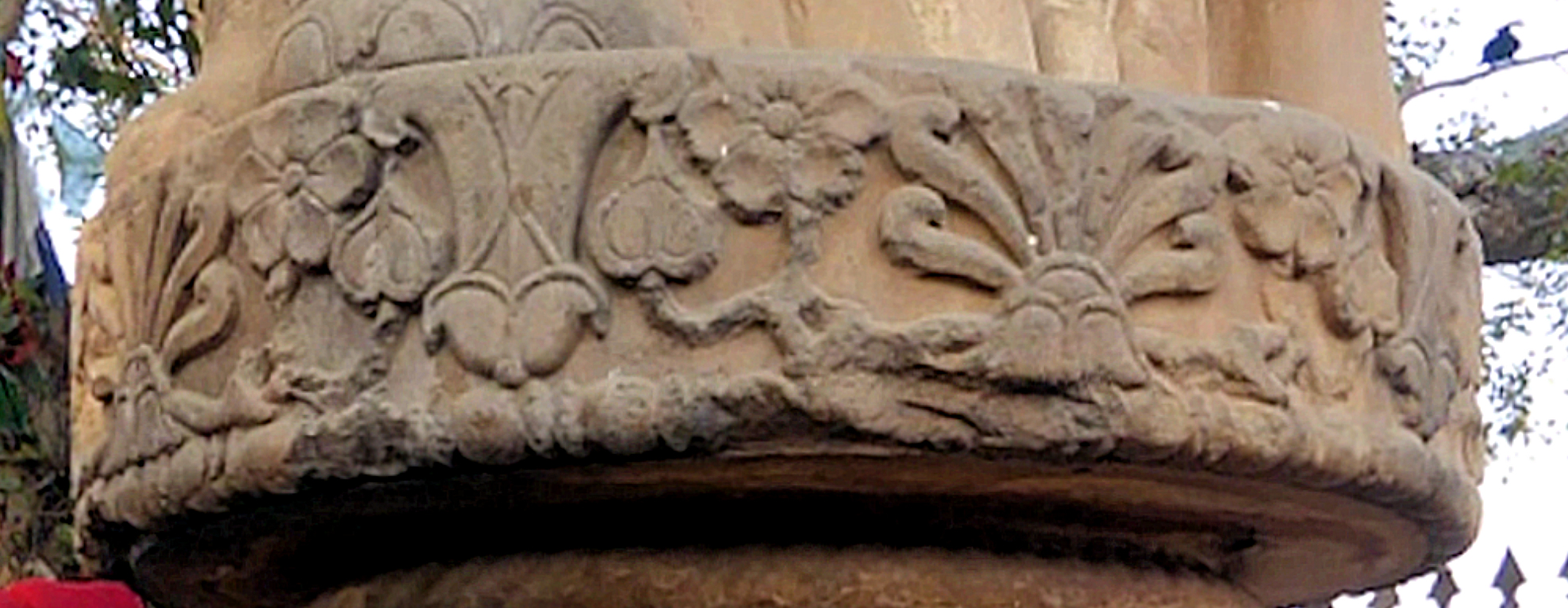
Abaque de style hellénistico-perse.

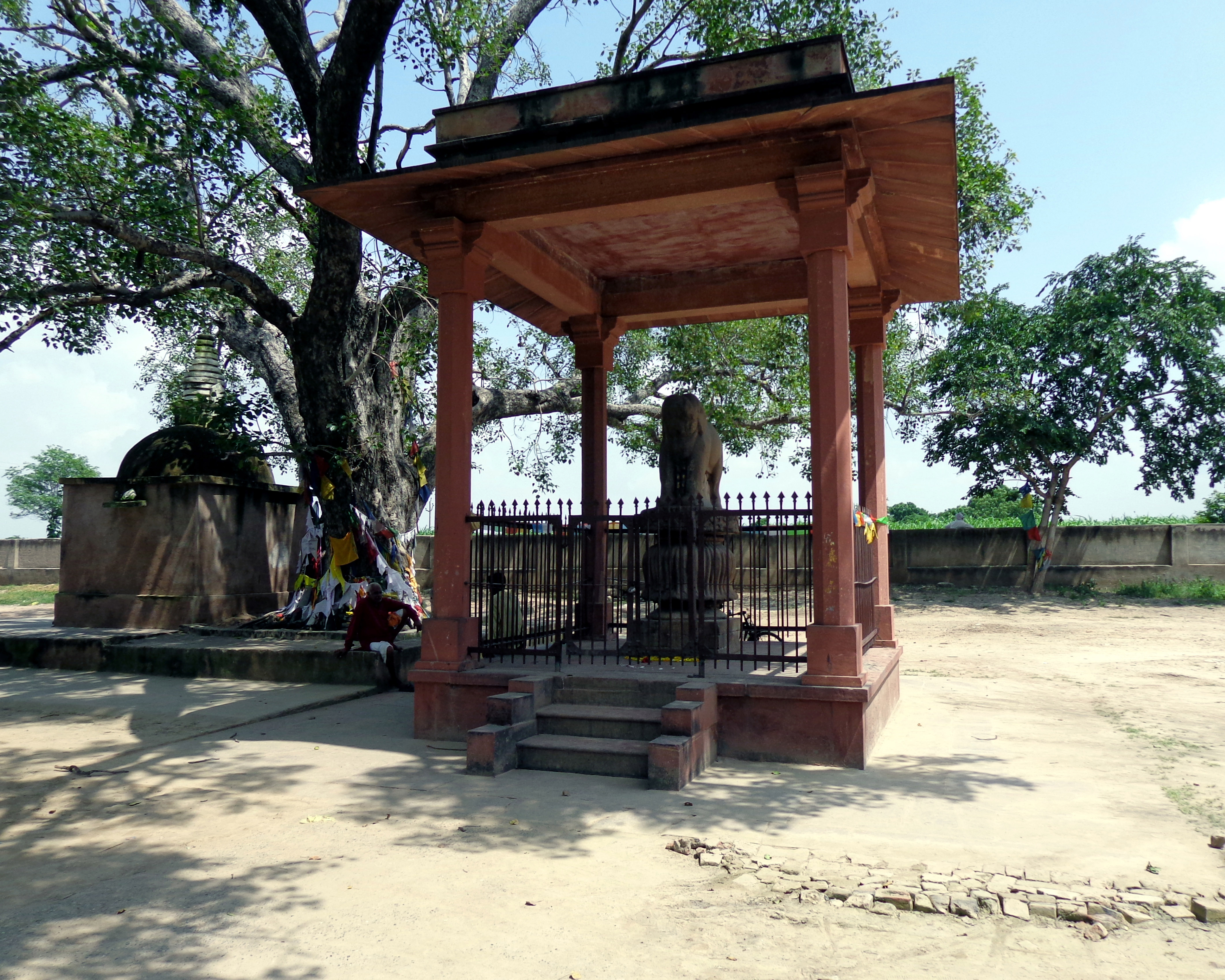
L'éléphant de Sankissa de nos jours, sous un auvent protecteur.

Sur le plan archéologique elle est particulièrement connue pour la découverte du chapiteau d'un pilier d'Ashoka représentant un éléphant (dont la trompe est cependant manquante), datant du IIIe siècle av. J.-C.
Certains auteurs considèrent néanmoins que ce pilier est antérieur à Ashoka. Ce type de pilier avec un abaque très ouvragé de type hellénistico-perse, fait d'une alternance de lotus et de palmettes, et dont il existe deux autres exemples avec le pilier de Rampurva et le pilier d'Allahabad, n'a effet jamais reçu que des inscriptions de facture très maladroite de la part d'Ashoka, ce qui laisse supposer que les piliers étaient déjà érigés depuis un certain temps au moment où Ashoka a commencé à graver ses édits, et que la gravure s'est faite de façon tout à fait acrobatique sur des échafaudages ou des échelles. Seul un seul ces piliers cependant a été gravé par Ashoka, le pilier d'Allahabad, les autres n'ayant pas reçu d'inscriptions, ce qui limite la portée de cette affirmation.
Enfin, la surface n'est pas polie, et ce n'est pas non plus le cas du taureau de Rampurva. Cela aussi génère un doute quant à l'attribution de ces statues à l'époque d'Ashoka, qui est par ailleurs bien connu pour ses statues à la surface polie et lustrée, comme le chapiteau aux lions de Sarnath.
Le pèlerin chinois Xuanzang au VIIe siècle mentionne un pilier d'Ashoka avec un lion à Sankissa, mais ne parle pas de pilier avec un éléphant.